# Cabreros del Monte
Cabreros del Monte település Spanyolországban, Valladolid tartományban.  Lakosainak száma 56 fő (2024).

## Népesség
A település népessége az utóbbi években az alábbiak szerint változott:
| Lakosok száma | 94   | 84   | 82   | 79   | 71   | 73   | 66   | 62   | 53   | 56   |
|               | 2001 | 2004 | 2007 | 2009 | 2012 | 2014 | 2017 | 2019 | 2022 | 2024 |